# Heterotanytarsus cinereipennis
Heterotanytarsus cinereipennis är en tvåvingeart som först beskrevs av Lundstrom 1910.  Heterotanytarsus cinereipennis ingår i släktet Heterotanytarsus och familjen fjädermyggor. Inga underarter finns listade i Catalogue of Life.